# Flesh & Blood (álbum de Whitesnake)
Flesh & Blood es el decimotercer álbum de estudio de la banda británica de Hard Rock Whitesnake. Fue lanzado el 10 de mayo de 2019 a través de Frontiers Records. Un video musical fue lanzado para la canción "Shut Up & Kiss Me". Para la  promoción del álbum, La banda realizó una gira mundial .

## Antecedentes
Coverdale contaba que la banda "puso todo lo que tuvimos y más en hacer este álbum". El músico Joel Hoekstra, quien entró en Whitesnake en 2015, coescribió con seis de las canciones del disco junto a David Coverdale. Reb Beach además también coescribió cinco de las canciones.

## Crítica y recepción
Philip Wilding de Classic Rock comentó que los seguidores, "estaban esperando que el nuevo disco de Whitesnake dejará atrás la etapa de Coverdale con el Lovehunter", pero para aquellos que quieran escucharlo mientras conducen a toda velocidad y con semejante humedad por el clima de California, entonces este disco de Whitesnake es duro de matar.

## Lista de canciones
| N.º | Título                                | Duración |  |
| 1.  | «Good to See You Again»               | 3:42     |  |
| 2.  | «Gonna Be Alright»                    | 3:51     |  |
| 3.  | «Shut Up & Kiss Me»                   | 3:37     |  |
| 4.  | «Hey You (You Make Me Rock)»          | 5:29     |  |
| 5.  | «Always & Forever»                    | 3:53     |  |
| 6.  | «When I Think of You (Color Me Blue)» | 3:52     |  |
| 7.  | «Trouble Is Your Middle Name»         | 4:17     |  |
| 8.  | «Flesh & Blood»                       | 5:18     |  |
| 9.  | «Well I Never»                        | 4:01     |  |
| 10. | «Heart of Stone»                      | 6:42     |  |
| 11. | «Get Up»                              | 4:45     |  |
| 12. | «After All»                           | 3:47     |  |
| 13. | «Sands of Time»                       | 6:08     |  |

| Deluxe edition bonus tracks |                                  |          |  |
| N.º                         | Título                           | Duración |  |
| 14.                         | «Can't Do Right for Doing Wrong» | 4:58     |  |
| 15.                         | «If I Can't Have You»            | 4:23     |  |
| 16.                         | «Gonna Be Alright» (X-Tendo Mix) | 4:12     |  |
| 17.                         | «Sands of Time» (radio mix)      | 6:20     |  |
| 18.                         | «Shut Up & Kiss Me» (video mix)  | 3:43     |  |

## Personal
Whitesnake
- David Coverdale – voz
- Reb Beach – guitarra
- Joel Hoekstra – guitarra
- Michael Devin – bajo
- Tommy Aldridge – batería
- Michele Luppi – teclado, coros

## Charts
| Chart (2019)                        | Peak position |
| ----------------------------------- | ------------- |
| Australian Albums (ARIA)            | 86            |
| Bélgica (Ultratop flamenca)         | 13            |
| Bélgica (Ultratop valona)           | 22            |
| República Checa (ČNS IFPI)          | 26            |
| Países Bajos (Album Top 100)        | 51            |
| Finlandia (Suomen Virallinen Lista) | 4             |
| French Albums (SNEP)                | 64            |
| Alemania (Offizielle Top 100)       | 3             |
| Hungría (MAHASZ)                    | 12            |
| Italian Albums (FIMI)               | 61            |
| Japón (Oricon)                      | 11            |
| Noruega (VG-lista)                  | 13            |
| Polonia (ZPAV)                      | 31            |
| Escocia (Scottish Albums Chart)     | 2             |
| Spanish Albums (PROMUSICAE)         | 20            |
| Swedish Albums (Sverigetopplistan)  | 9             |
| Suiza (Schweizer Hitparade)         | 2             |
| Reino Unido (UK Albums Chart)       | 7             |
| Estados Unidos (Billboard 200)      | 131           |